# Persian Gulf Pro League 2023/24
Die Persian Gulf Pro League 2023/24 war die 23. Spielzeit der höchsten iranischen Fußballliga seit ihrer Gründung im Jahr 2001 und der 41. Wettbewerb um die iranische Landesmeisterschaft. Ausgetragen wurde die Liga vom iranischen Fußballverband. An der Liga nahmen 16 Mannschaften teil. Die Saison begann am 9. August 2023 und endete am 1. Juni 2024. Titelverteidiger war der FC Persepolis.

## Modus
Die Vereine spielten ein Doppelrundenturnier aus, womit sich insgesamt 30 Spiele pro Mannschaft ergeben. Es wird nach der 3-Punkte-Regel gespielt (drei Punkte pro Sieg, ein Punkt pro Unentschieden). Die Tabelle wird nach den folgenden Kriterien bestimmt:
1. Anzahl der erzielten Punkte
2. Tordifferenz aus allen Spielen
3. Anzahl Tore in allen Spielen

## Teilnehmende Mannschaften
| Verein                     | Beheimatet in, Provinz    | Stadion                         |
| -------------------------- | ------------------------- | ------------------------------- |
| Aluminium Arak FC          | Arak, Markazi             | Imam Khomeini Stadium           |
| Esteghlal Teheran          | Teheran, Teheran          | Azadi-Stadion                   |
| Esteghlal Khuzestan FC (N) | Ahvaz, Chuzestan          | Ghadir Stadium                  |
| Foolad FC                  | Ahvaz, Chuzestan          | Foolad Arena                    |
| Gol Gohar Sirjan FC        | Sirdschan, Kerman         | Shahid Qasem Soleimani Stadium  |
| Havadar SC                 | Eslamschahr, Teheran      | PAS Stadium                     |
| Malavan Anzali             | Bandar Anzali, Gilan      | Sirous Ghayeghran Stadium       |
| Mes Rafsanjan FC           | Rafsandschan, Kerman      | Shohadaye Mes Rafsanjan Stadium |
| FC Nassaji Mazandaran      | Qaem-Schahr, Mazandaran   | Vatani Stadium                  |
| Paykan Teheran             | Teheran, Teheran          | Shahid Dastgerdi Stadium        |
| FC Persepolis              | Teheran, Teheran          | Azadi-Stadion                   |
| Sanat Naft Abadan          | Abadan, Chuzestan         | Takhti Stadium                  |
| Sepahan FC                 | Isfahan, Isfahan          | Naghsh-e-Jahan-Stadion          |
| Shams Azar FC (N)          | Qazvin, Qazvin            | Sardar Azadegan Stadium         |
| Tractor Sazi Täbris        | Täbris, Ost-Aserbaidschan | Yadegar-e Emam Stadion          |
| Zob Ahan Isfahan           | Fuladshahr, Isfahan       | Foolad-Shahr-Stadion            |

## Ausländische Spieler
| Mannschaft             | Spieler 1              | Spieler 2         | Spieler 3          | Spieler 4 | Spieler 5        | AFC Spieler           | Ehemalige Spieler       |
| ---------------------- | ---------------------- | ----------------- | ------------------ | --------- | ---------------- | --------------------- | ----------------------- |
| Aluminium Arak FC      |                        |                   |                    |           |                  |                       |                         |
| Esteghlal Teheran      | Gustavo Blanco Leschuk | Raphael Silva     |                    |           |                  | Jaloliddin Masharipov |                         |
| Esteghlal Khuzestan FC | Sávio Roberto          | Ousmane Ndong     | Dostonbek Tursunov |           |                  | Aso Rostam            |                         |
| Foolad FC              | Christopher Knett      | Jeferson Bahia    | Lucas Cândido      | Chimba    | Moussa Coulibaly | Ibrahim Hesar         | Godwin Mensha           |
| Gol Gohar Sirjan FC    | Eric Bocoum            | Roberto Torres    | Mitchell te Vrede  |           |                  |                       |                         |
| Havadar SC             |                        |                   |                    |           |                  |                       |                         |
| Malavan Anzali         |                        |                   |                    |           |                  |                       |                         |
| Mes Rafsanjan FC       | Muntadher Mohammed     | Mustafa Mohammed  |                    |           |                  | Ali Adnan             | Chimba                  |
| FC Nassaji Mazandaran  | Luan Polli             |                   |                    |           |                  |                       | Alaa Abbas Nono         |
| Paykan Teheran         |                        |                   |                    |           |                  |                       |                         |
| FC Persepolis          | Giorgi Gwelessiani     | Abdelkarim Hassan | Oston Urunov       |           |                  | Vahdat Hanonov        | Nabil Bahoui            |
| Sanat Naft Abadan      | Bubacarr Trawally      |                   |                    |           |                  | Ali Yousif            | Abbas Qasim Fahad Talib |
| Sepahan FC             | Bryan Dabo             | Abass Issah       |                    |           |                  |                       | Nilson Júnior           |
| Shams Azar FC          |                        |                   |                    |           |                  |                       |                         |
| Tractor Sazi Täbris    | Gustavo Vagenin        | Ricardo Alves     | Miloš Deletić      |           |                  | Safaa Hadi            | Álvaro Jiménez          |
| Zob Ahan Isfahan       | Grigol Chabradze       |                   |                    |           |                  |                       |                         |

## Tabelle
Stand: Saisonende 2023/24
| Pl. | Verein                     | Sp. | S  | U  | N  | Tore    | Diff. | Punkte |
| --- | -------------------------- | --- | -- | -- | -- | ------- | ----- | ------ |
| 1.  | FC Persepolis (M) (P)      | 30  | 20 | 8  | 2  | 045:180 | +27   | 68     |
| 2.  | Esteghlal Teheran          | 30  | 19 | 10 | 1  | 040:150 | +25   | 67     |
| 3.  | Sepahan FC                 | 30  | 17 | 6  | 7  | 053:260 | +27   | 57     |
| 4.  | Tractor Sazi Täbris        | 30  | 16 | 6  | 8  | 042:220 | +20   | 54     |
| 5.  | Shams Azar FC (N)          | 30  | 11 | 9  | 10 | 035:350 | ±0    | 42     |
| 6.  | Zob Ahan Isfahan           | 30  | 11 | 9  | 10 | 030:300 | ±0    | 42     |
| 7.  | Malavan Anzali             | 30  | 10 | 11 | 9  | 031:260 | +5    | 41     |
| 8.  | Aluminium Arak FC          | 30  | 10 | 9  | 11 | 027:330 | −6    | 39     |
| 9.  | Gol Gohar Sirjan FC        | 30  | 8  | 12 | 10 | 030:280 | +2    | 36     |
| 10. | Mes Rafsanjan FC           | 30  | 8  | 11 | 11 | 032:370 | −5    | 35     |
| 11. | Foolad FC                  | 30  | 7  | 8  | 15 | 020:400 | −20   | 29     |
| 12. | FC Nassaji Mazandaran      | 30  | 7  | 8  | 15 | 027:360 | −9    | 29     |
| 13. | Havadar SC                 | 30  | 6  | 11 | 13 | 031:480 | −17   | 29     |
| 14. | Esteghlal Khuzestan FC (N) | 30  | 6  | 10 | 14 | 031:420 | −11   | 28     |
| 15. | Paykan Teheran             | 30  | 4  | 15 | 11 | 025:380 | −13   | 27     |
| 16. | Sanat Naft Abadan          | 30  | 4  | 9  | 17 | 024:490 | −25   | 21     |

| Zum Saisonende 2023/24: |
| Iranischer Meister und Teilnahme an Gruppenphase der AFC Champions League Elite 2024/25 Teilnahme an der Gruppenphase der AFC Champions League 2024/25 Teilnahme an der Gruppenphase der AFC Champions League Two 2024/25 Absteiger in die Azadegan League |

| Zum Saisonende 2022/23: |                                                                                   |
| (M)                     | Amtierender Meister: FC Persepolis                                                |
| (P)                     | Amtierender Pokalsieger: FC Persepolis                                            |
| (N)                     | Aufsteiger aus der Azadegan League 2022/23: Esteghlal Khuzestan FC, Shams Azar FC |

## Torschützenliste

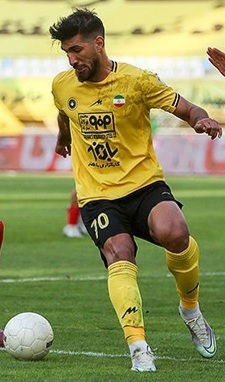
Shahriyar Moghanlou

Stand: Saisonende 2023/24
| Platz | Spieler                  | Mannschaft                                          | Tore |
| ----- | ------------------------ | --------------------------------------------------- | ---- |
| 1.    | Shahriyar Moghanlou      | Sepahan FC                                          | 16   |
| 2.    | Reza Asadi               | Sepahan FC                                          | 10   |
| 2.    | Rahman Jafari            | Shams Azar FC (5 Tore) Tractor Sazi Täbris (5 Tore) | 10   |
| 4.    | Javad Aghaeipour         | Esteghlal Khuzestan FC                              | 9    |
| 4.    | Issa Alekasir            | Sepahan FC (2 Tore) FC Persepolis (7 Tore)          | 9    |
| 4.    | Reza Jafari              | Malavan Anzali                                      | 9    |
| 7.    | Mohammad Reza Azadi      | FC Nassaji Mazandaran                               | 8    |
| 7.    | Mohammad Javad Mohammadi | Zob Ahan Isfahan                                    | 8    |
| 7.    | Saeid Saharkhizan        | Gol Gohar Sirjan FC                                 | 8    |
| 7.    | Amirmasoud Sarabadani    | Shams Azar FC                                       | 8    |
| 7.    | Mohammad Reza Soleimani  | Malavan Anzali                                      | 8    |
| 12.   | Mehrdad Mohammadi        | Esteghlal Teheran                                   | 7    |
| 12.   | Hamed Pakdel             | Paykan Teheran                                      | 7    |
| 12.   | Ramin Rezaeian           | Sepahan FC                                          | 7    |
| 12.   | Ahmad Reza Zendehrouh    | Gol Gohar Sirjan FC                                 | 7    |

## TOP Assists

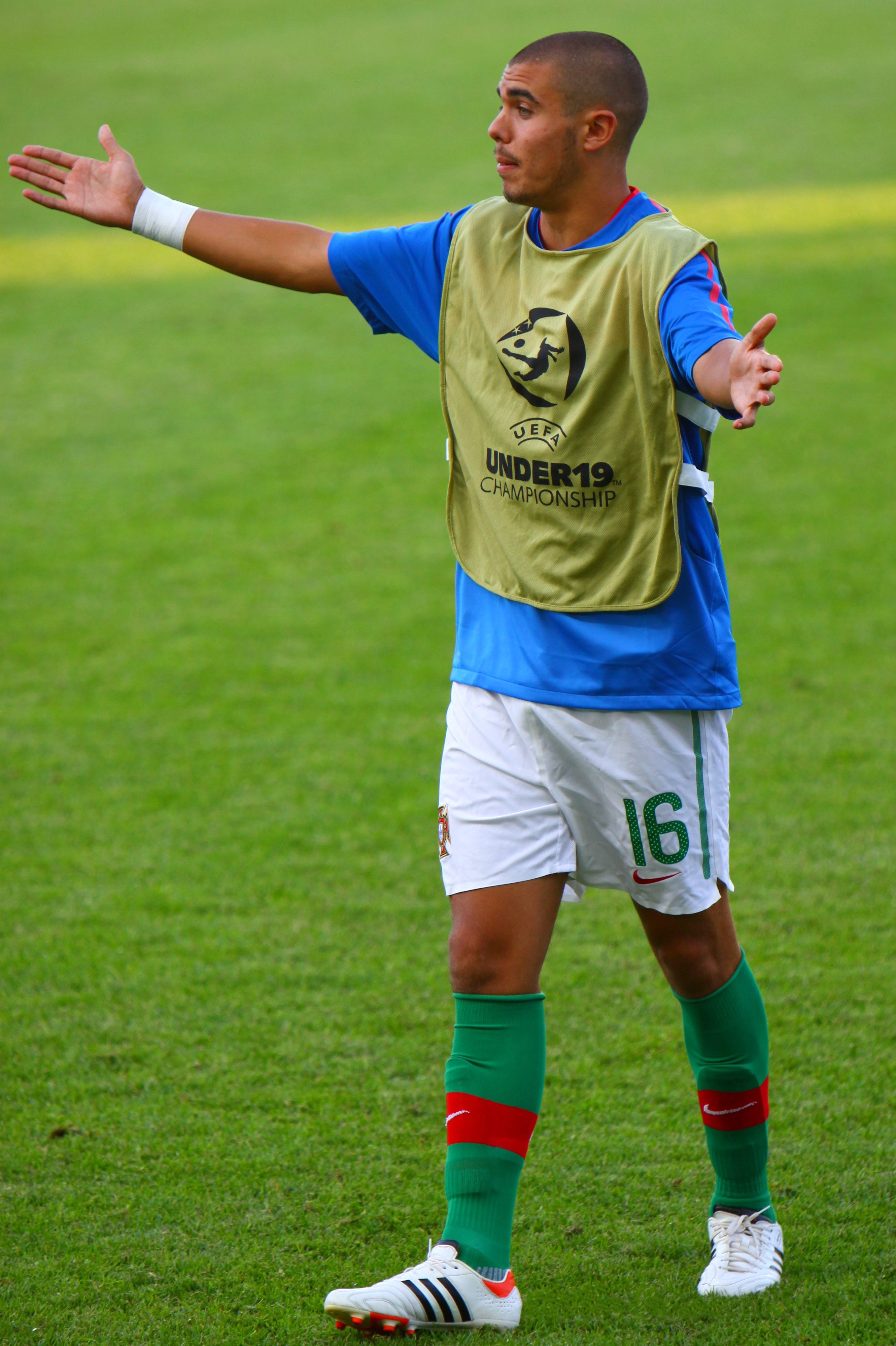
Ricardo Alves

Stand: Saisonende 2023/24
| Platz | Name                 | Mannschaft          | Assists |
| ----- | -------------------- | ------------------- | ------- |
| 1.    | Ricardo Alves        | Tractor Sazi Täbris | 10      |
| 2.    | Abolfazl Jalali      | Esteghlal Teheran   | 20      |
| 3.    | Danial Esmaeilifar   | FC Persepolis       | 7       |
| 4.    | Roberto Torres       | Gol Gohar Sirjan FC | 6       |
| 4.    | Omid Alishah         | FC Persepolis       | 6       |
| 6.    | Reza Jafari          | Malavan Anzali      | 5       |
| 6.    | Abolfazl Razzaghpour | Gol Gohar Sirjan FC | 5       |
| 6.    | Ramin Rezaeian       | Sepahan FC          | 5       |
| 6.    | Mehdi Torabi         | FC Persepolis       | 5       |
| 6.    | Saman Nariman Jahan  | Paykan Teheran      | 5       |

## Weiße Weste (Clean Sheets)

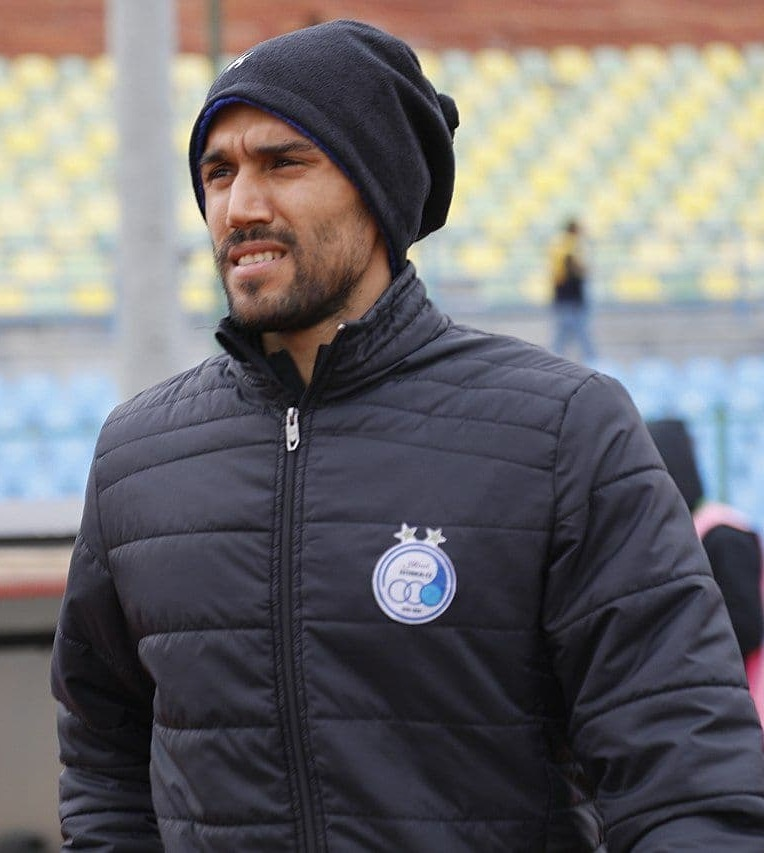
Hossein Hosseini

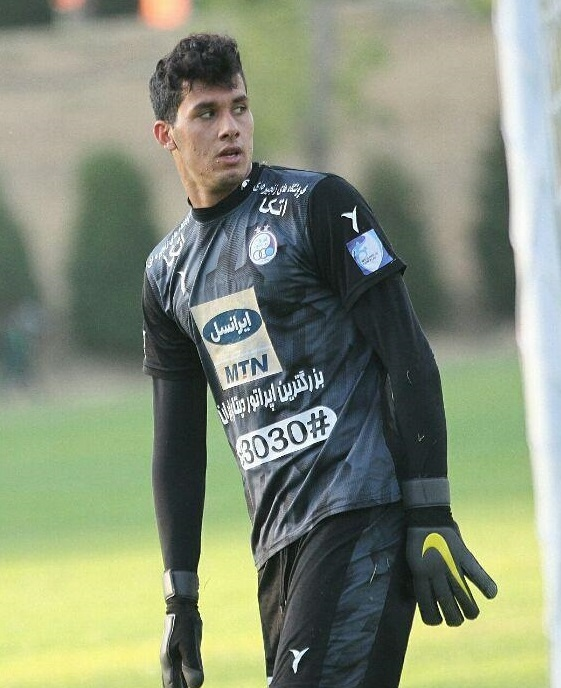
Hossein Pour Hamidi

Stand: Saisonende 2023/24
| Platz | Spieler               | Mannschaft            | Clean sheets |
| ----- | --------------------- | --------------------- | ------------ |
| 1.    | Hossein Hosseini      | Esteghlal Teheran     | 18           |
| 1.    | Hossein Pourhamidi    | Tractor Sazi Täbris   | 18           |
| 3.    | Alireza Beiranvand    | FC Persepolis         | 13           |
| 4.    | Mohammad Reza Akhbari | Gol Gohar Sirjan FC   | 11           |
| 5.    | Alireza Jafarpour     | Shams Azar FC         | 10           |
| 6.    | Christopher Knett     | Foolad FC             | 9            |
| 7.    | Payam Niazmand        | Sepahan FC            | 8            |
| 7.    | Habib Far Abbasi      | Malavan Anzali        | 8            |
| 7.    | Hamed Lak             | Mes Rafsanjan FC      | 8            |
| 10.   | Ahmad Gohari          | Aluminium Arak FC     | 7            |
| 10.   | Alireza Haghighi      | Havadar SC            | 7            |
| 12.   | Afshar Sedaghat       | Malavan Anzali        | 6            |
| 12.   | Mohammad Nasseri      | Paykan Teheran        | 6            |
| 14.   | Luan Polli            | FC Nassaji Mazandaran | 5            |
| 15.   | Amirreza Rafiei       | FC Persepolis         | 4            |
| 15.   | Nima Mirzazad         | Sepahan FC            | 4            |

## Zuschauerzahlen
| Platz | Mannschaft             | Gesamt- zuschauerzahl | Höchste Zuschauerzahl | Niedrigste Zuschauerzahl | Durchschnittliche Zuschauerzahl |
| ----- | ---------------------- | --------------------- | --------------------- | ------------------------ | ------------------------------- |
| 1.    | Esteghlal Teheran      | 409.800               | 60.000                | 0                        | 34.150                          |
| 2.    | FC Persepolis          | 402.000               | 70.000                | 0                        | 33.500                          |
| 3.    | Tractor Sazi Täbris    | 415.000               | 415.000               | 0                        | 31.923                          |
| 4.    | Sepahan FC             | 252.800               | 60.000                | 0                        | 18.057                          |
| 5.    | FC Nassaji Mazandaran  | 123.500               | 16.000                | 4.000                    | 8.233                           |
| 6.    | Foolad FC              | 107.500               | 30.000                | 500                      | 7.167                           |
| 7.    | Malavan Anzali         | 106.000               | 11.000                | 5.000                    | 7.067                           |
| 8.    | Shams Azar FC          | 81.000                | 15.000                | 1.000                    | 5.786                           |
| 9.    | Sanat Naft Abadan      | 62.200                | 10.000                | 0                        | 4.785                           |
| 10.   | Gol Gohar Sirjan FC    | 61.500                | 9.000                 | 1.500                    | 4.100                           |
| 11.   | Esteghlal Khuzestan FC | 60.900                | 20.000                | 400                      | 4.060                           |
| 12.   | Aluminium Arak FC      | 52.500                | 15.000                | 0                        | 3.750                           |
| 13.   | Zob Ahan Isfahan       | 39.700                | 13.000                | 500                      | 2.647                           |
| 14.   | Mes Rafsanjan FC       | 33.100                | 10.000                | 100                      | 2.207                           |
| 15.   | Paykan Teheran         | 11.300                | 10.000                | 0                        | 1.883                           |
| 16.   | Havadar SC             | 200                   | 200                   | 0                        | 200                             |
|       | Gesamt                 | 2.219.000             | 80.000                | 0                        | 10.824                          |